# Onthophagus rostratus
Onthophagus rostratus là một loài bọ cánh cứng trong họ Bọ hung (Scarabaeidae).